# フェルナンド1世 (カスティーリャ王)
フェルナンド1世（Fernando I, 1017年 - 1065年12月27日）は、カスティーリャ伯（在位：1035年 - 1037年）、後に初代カスティーリャ王（在位：1037年 - 1065年）、およびレオン王（在位：1037年 - 1065年）。1056年に「全ヒスパニアの皇帝」として戴冠した。「大王」（El Magno）と呼ばれる。
父はナバラ王サンチョ3世（大王）、母はカスティーリャ伯サンチョ・ガルシアの娘ムニア・エルビラ。アラゴン王ラミロ1世は異母兄、ナバラ王ガルシア3世（5世）は同母兄、ソブラルベ伯ゴンサロは同母弟。

## 生涯
ナバラ王サンチョ3世の次男として生まれる。1035年に父が死去すると、遺領は4人の王子に分割相続され、フェルナンドはカスティーリャ伯領を獲得した。
1037年に妻サンチャの兄（または弟）で父にレオンを奪われたレオン王ベルムード3世は復権を狙ったが、フェルナンドは兄のナバラ王ガルシア3世から援助してもらい、タマロンの戦いでベルムード3世を討ち取りレオンを獲得、カスティーリャとレオンの王を称した。また、助けてもらったとはいえ兄とは衝突が絶えず、1054年のアタプエルカの戦いで両軍は決戦になり、ナバラ軍に勝利して兄を敗死させたフェルナンド1世はカスティーリャを優位に立たせた。
それからはレコンキスタを進めたが、領土を征服しても入植する人数が足りないため、征服より小さく分裂したイスラム教諸国（タイファ）を臣従させ、パリア（貢納金）を取って保護する方を重視した。また、カスティーリャとレオンの結びつきが弱いため、外に目を向けて国内の統合を図る意図も含まれていた。
この方針で1055年から遠征を始め、イベリア半島南西部にあるバダホス王国を攻撃、ドゥエロ川沿岸の町ラメゴ（1057年）とヴィゼウ（1058年）を奪い取りバダホスの臣従・パリア支払いも取り付けた。また、トレド王国も1043年頃にパリア支払いを義務付けられていたが、滞納していたため周辺都市を侵略、1062年に改めて納付させた。サラゴサ王国、セビリア王国にも同様にパリアと臣従で屈服させ、1063年には異母兄のアラゴン王ラミロ1世の攻撃を受けたサラゴサの救援に長男サンチョ（後のサンチョ2世）とエル・シッドを派遣、ラミロ1世を戦死させた。同年、セビリアから聖イシドロの遺骸をレオンに持ち帰らせている。
宗教政策にも取り組み、クリュニー修道院（クリュニー会）から修道士派遣を要請、領土の司教区を整備させキリスト教の浸透を図り、クリュニー修道院へ多額の献金を送った。王室とクリュニー修道院のこの関係は次の世代にも受け継がれていくことになる。
1064年、コインブラを包囲・陥落させ臣従と並行してレコンキスタも前進させた。翌1065年にバレンシアへの遠征途中に病気にかかり、レオンへ戻り間もなく没した。死後、遺言によって遺領は分割され、カスティーリャを長男サンチョ2世が、レオンを次男アルフォンソ6世が、ガリシアを三男ガルシア2世が、トーロとサモラを娘エルビラとウラカがそれぞれ相続した。

## 子女
1033年、レオン王アルフォンソ5世の娘サンチャと結婚し、以下の子女をもうけた。
- ウラカ（1033年/1034年 - 1101年） - サモラを相続
- エルビラ（1038年/1039年 - 1101年） - トーロを相続
- サンチョ2世（1040年 - 1072年） - カスティーリャ王（1065年 - 1072年）
- アルフォンソ6世（1040年/1041年 - 1109年） - レオン王（1065年 - 1109年）、カスティーリャ王（1072年 - 1109年）
- ガルシア2世（英語版）（1042年頃 - 1090年） - ガリシア王（1065年 - 1071年）